# Suflet rătăcit
Suflet rătăcit (Bella Calamidades) este prima telenovelă lansată de Telemundo pe piața internațională înainte ca aceasta să fie difuzată în țara de origine, Statele Unite ale Americii, și este filmată în frumoasele împrejurimi ale capitalei Columbiei, Bogota.
Producția „Suflet rătăcit”, cu Danna García și Segundo Cernadas în rolurile principale, se difuzează în Spania, Bulgaria, Peru, Ecuador, Panama, Costa Rica, El Salvador, Guatemala și Nicaragua unde a înregistrat un succes urias. În Spania, în luna februarie 2010, primul episod a fost vizionat de peste 2.336.000 de telespectatori.
În „Suflet rătăcit”, Danna Garcia este Lola, o fată sălbatică ce nu a cunoscut niciodată iubirea, până să îl întâlnească pe Marcelo, interpretat de Segundo Cernadas. Danna Garcia, actrița de origine columbiană a jucat în telenovela “Jurământul”, difuzata pe postul ACASĂ în România, a fost numită una dintre cele mai frumoase 50 de femei din lume în 2006 și 2008, conform revistei “People en Español”, și a apărut în mai multe campanii publicitare pentru produse cosmetice de renume.
Actorul argentinian Segundo Cernadas a devenit cunoscut telespectatorilor ACASA din telenovelele “90-60-90 Fotomodelele” și “Înger sălbatic”, unde a jucat alături de Natalia Oreiro. În timpul filmarilor la “Suflet rătăcit”, talentatul actor a trăit emoțiile venirii pe lume a primului său fiu, Salvador, la sfârșitul anului 2009.
“Personajul meu este foarte, foarte corect. Face parte din categoria acelor cavaleri din vremuri străvechi care încearcă să facă totul cât mai bine. El se va îndrăgosti de Lola, căreia, la începutul poveștii, pare să îi meargă totul rău în viață”, a declarat Segundo Cernadas.
Din distribuția telenovelei mai fac parte actorii columbieni: Adriana Campos, María Helena Döering și Gustavo Angarita, mexicanca Katie Barberi și peruanca Diana Quijano.
Lola (Danna Garcia) și Marcelo (Segundo Cernadas) vor descoperi marea dragoste în telenovela „Suflet rătăcit”.